# Финкель, Ури Гиршевич
Ури Гиршевич Финкель (8 октября 1896, Раков, Минская губерния, Российская империя — 5 декабря 1957, Минск, БССР) — еврейский литературный критик, литературовед.

## Биография
Родился в семье раввина и получил традиционное еврейское религиозное образование. Учился в Харьковском политехническом училище, куда поступил в 1916 году. Окончил филологический факультет Минского университета (1926). В 1917 году опубликовал свою первую статью под названием «Революция и еврейская литература» на языке идиш в сборнике «Кунстринг». С 1918 года печатался в минских и харьковских периодических изданиях, в частности в 1918 году в журнале «Народное дело» вёл библиографический раздел. В 1920 году вступил в РККА. Редактировал первую еврейскую красноармейскую газету «Ди комуне» (1920). С 1921 года работал в издательском отделе Наркомпросвещения БССР. С середины 1920-х годов работал в Еврейском секторе АН БССР. В 1927 году, в сборнике «Цайтшрифт», изданном в Минске, увидела свет его работа «Социале фигурн ин Голдфаднс верк» («Социальные образы в произведениях Гольдфадена»). Являлся сотрудником минской ежедневной газеты «Векер», центральной минской газеты «Октябер». Публиковал работы по истории еврейской литературы и театра, и помимо этого о творчестве русских и белорусских писателей, среди которых Н. В. Гоголь, Н. Г. Чернышевский, Н. С. Лесков, В. Г. Белинский, М. Горький, Якуб Колас, Янка Купала, Змитрок Бядуля. В 1930—1938 годах У.Г. Финкель — преподаватель Минского педагогического института. Перевёл с русского языка на идиш несколько учебников для средней школы. Большую известность получили его монографии о Шолом-Алейхеме и Менделе Мойхер-Сфориме. Они неоднократно переиздавались и были переведены на русский и белорусский языки.
Перед Великой Отечественной войной успел эвакуироваться из Ракова. Оставшиеся в городе отец, брат и две сестры были убиты в Раковском гетто. Во время войны Ури Финкель печатался в газете «Эйникайт».

## Сочинения
- «Авром Гольдфаден. Материалн фар а биографие» («Авром Гольдфаден. Материалы для биографии», Минск, 1926) (совместно с Н. Ойслендером)
- «Менделе Мойхер-Сфорим», Минск, 1937
- «Шолом-Алейхем», Минск, 1938.